# İslam III Giray
İslam III Giray, född okänt år, död 1654, var Krimkhanatets khan 1644–1654. 